# Kennedy Meeks
Kennedy Rashod Meeks (Charlotte, Carolina del Norte, 5 de febrero de 1995) es un baloncestista estadounidense, que actualmente forma parte de los Hsinchu Toplus Lioneers de la Taiwan Professional Basketball League. Con 2,08 metros de estatura, juega en la posición de pívot.

## Trayectoria deportiva

### High School
Meeks asistió al West Charlotte High School de su ciudad natal, donde promedió 19 puntos, 16 rebotes y tres tapones en su temporada sénior. Fue elegido para disputar el prestigioso McDonald's All-American Game en 2013.

### Universidad
Jugó cuatro temporadas con los Tar Heels de la Universidad de Carolina del Norte en Chapel Hill, en las que promedió 10,3 puntos, 7,3 rebotes y 1,1 tapones por partido. En su primera temporada fue incluido en el mejor quinteto freshman de la Atlantic Coast Conference.
En su última temporada colaboró en la consecución del Torneo de la NCAA de 2017, promediando 12,5 puntos y 9,5 rebotes, y siendo elegido en el mejor quinteto de la Final Four.

### Profesional
Tras no ser elegido en el Draft de la NBA de 2017, en julio firmó un contrato con los Toronto Raptors, con los que previamente había disputado las Ligas de Verano de la NBA, en las que promedió 11,3 puntos y 5,5 rebotes por partido. El 7 de octubre fue despedido por los Raptors, ocupando plaza posteriormente en el equipo afiliado de la G League, los Raptors 905.
En la temporada 2021-22, firma por el Cholet Basket de la Ligue Nationale de Basket-ball.

## Selección nacional
Jugó con la selección de baloncesto de Estados Unidos en la clasificación de FIBA Américas para la Copa Mundial de Baloncesto de 2019.